# Erophiloscia longistyla
Erophiloscia longistyla is een pissebed uit de familie Philosciidae. De wetenschappelijke naam van de soort is voor het eerst geldig gepubliceerd in 1972 door Vandel.